# Vampiro stellare
I Vampiri stellari sono creature immaginarie presenti nei racconti dello scrittore  Howard Phillips Lovecraft. 
Fanno parte del ciclo narrativo noto come i Miti di Cthulhu, e sono descritti come esseri invisibili, levitanti e orribili, con una miriade di ventose e due enormi artigli. Solitamente sono invisibili, e si palesano all'occhio umano soltanto quando si nutrono, con il sangue che li riempie. Nei racconti sono dei servitori di Yog-Sothoth, una divinità immaginaria che è famosa nell'universo lovecraftiano per avere il controllo di immensi eserciti del male sparsi per tutte le dimensioni.
I vampiri compongono una piccola fetta di questi sproporzionati eserciti intergalattici.